# Charles Broquart des Bussières
Charles François Joseph Broquard de Bussières est un homme politique français né le 27 janvier 1791 à Besançon (Doubs) et mort le 2 septembre 1853  à Soissons (Aisne).

## Biographie
Entré à l'école Polytechnique en 1809, il est officier de génie. Il quitte l'armée en 1818, avec le grade de capitaine. Il est député de la Marne de 1834 à 1848, siégeant dans la majorité soutenant la Monarchie de Juillet, et député de l'Aisne de 1849 à 1851, siégeant à droite.

## En savoir plus